# Пинакриптол зелёный
Пинакрипто́л зелёный (1,3-диамино-5-фенилфеназин хлорид, 1,3-диамино-N-фенилфеназонийхлорид) — органическое соединение с химической формулой C18H15N4Cl, азиновый краситель, применяемый в качестве десенсибилизатора в фотографии. Является изомером феносафранина.

## Физические и химические свойства
Блестящие, темно-зелёные, почти чёрные кристаллы или тёмно-зёленый порошок.
Пинакриптол зелёный вызывает снижение чувствительности фотографических эмульсий к жёлтому, оранжевому и красному диапазону видимого излучения в 100 раз, зеленому — в 100—200 раз. В отличие от многих других десенсибилизаторов, например, феносафранина, он не дает заметного окрашивания фотографических слоев.
Также как и другие десенсибилизирующие красители, пинакриптол зелёный и изомерный к нему феносафранин, при добавлении в состав проявителя вызывают сильное снижение воздушной вуали. Для полного удаления такой вуали требуется концентрация десенсибилизатора порядка 1 части на 500 000 частей проявляющего вещества, при условии, что в растворе нет ионов меди.

## Получение
Получают из 2-нитродифениламина. На первой стадии 2-нитродифениламин восстанавливают до 2-аминодифениламина, который выделяют в виде хлоргидрата. На второй стадии из хлоргидрата 2-аминодифениламина и хлористого пикрила получают 2-(2',4',6'-тринитрофенил)-аминодифениламин. Затем 2-(2',4',6'-тринитрофенил)-аминодифениламин восстанавливают до 1,3-диамино-5-фенилфеназина и выделяют в виде хлорида.

## Применение
Пинакриптол зелёный может быть применен как в виде предварительной десенсибилизационной ванны, так и путем введения в проявитель. Вводить в раствор с проявляющим веществом можно только в том случае, если в нём содержится не более 1 г/л гидрохинона. Если пинакриптол зелёный применяют в виде дополнительной ванны, то время последующего проявления необходимо увеличить на 15—25 %. Для пинакриптола зелёного используются разбавления 1:1000 — 1:300 (для приготовления запасных растворов, несколько мл. которых добавляют в проявитель).
Существует рецепт проявителя для панхроматических киноплёнок, изначально содержащий пинакриптол зелёный — Kodak D-89, где пинакриптол обеспечивает возможность визуального контроля за ходом проявления при слабом зелёном освещении спустя одну минуту проявления в полной темноте.
Как и другие десенсибилизаторы, пинакриптол зелёный может быть использован для изготовления прямопозитивных фотоматериалов. Этому способствует эффект, впервые открытый в 1932 году Х. Люппо-Крамером: засвеченный фотоматериал, при последующей обработке десенсибилизатором, экспонировании и обычном проявлении даёт позитивное изображение.